# Tithonus (poema)

Aurora e Titone por Francesco de Mura.

"Tithonus" é um poema pelo poeta inglês Alfred Tennyson (1809–92), originalmente escrito em 1833 como "Tithon" e terminado em 1859. Foi publicado inicialmente na edição de Fevereiro de 1860 da revista Cornhill Magazine. Entrando pela velhice, o imortal  Tithonus, cansado da sua imortalidade, suspira pela morte. O poema é um monólogo dramático em que Tithonus se dirige à sua esposa, Eos, a deusa da madrugada.